# Немшка Гора
Немшка Гора (словен. Nemška Gora) — поселення в общині Кршко, Споднєпосавський регіон, Словенія. Висота над рівнем моря: 321,5 м.